# ابوحفص هاشمی قرشی
ابوحفص هاشمی قرشی (عربی: ابو حفص الهاشمي القرشي) پنجمین خلیفهداعش است. او در ۳ اوت ۲۰۲۳ در یک پیام صوتی توسط سخنگوی داعش، ابوحذیفه انصاری، که مرگ خلیفه سابق، ابوالحسین حسینی قرشی را اعلام کرد، به عنوان خلیفه جدید معرفی شد.

## خلافت
در ۳ اوت ۲۰۲۳، ابوحفص پس از مرگ ابوالحسین حسینی قرشی، رهبری داعش را برعهده گرفت. در پیامی صوتی که توسط رسانه بنیاد الفرقان (رسانه اصلی داعش) پخش شد، ابوحذیفه انصاری، سخنگوی رسمی داعش، او را خلیفه اعلام کرد.